# Pintor de Polifemo
Pintor de Polifemo es el nombre convencional asignado a un ceramista y ceramógrafo protoático, formado probablemente en la escuela del Pintor de Mesogea, y activo en el segundo cuarto del siglo VII a. C. (protoático medio), tal vez en Egina, donde se piensa que nació y a donde volvió tras su periodo de formación. El nombre deriva del sujeto representado en el cuello de un ánfora a él atribuida (Museo Arqueológico de Eleusis 2630), encontrada en 1954 en la necrópolis de Eleusis. Dicha ánfora de Eleusis ejemplifica magistralmente la personalidad y resume al mismo tiempo algunos de los aspectos característicos de la cerámica protoática ahora ya completamente liberada del clasicismo geométrico: experimentaciones técnicas, exuberancia compositiva y estilística, y atención a los aspectos narrativos.

## Estilo y atribuciones
Las figuras del Pintor de Polifemo tienen características isleñas, y de las islas parecen provenir algunos elementos decorativos y los ornamentos de relleno. Usa la técnica de contorno y las incisiones.
Antes del descubrimiento del Ánfora de Eleusis, algunas obras atribuidas al pintor de Polifemo habían sido rastreadas en la mano de un autor llamado el Pintor de caballos (Horse Painter), al que actualmente se reconoce como el mismo autor en una etapa juvenil, caracterizada por animales grandes y agresivos con la boca abierta y los dientes visibles, expresión de un estilo liberatorio y forzadamente salvaje. El ánfora de Eleusis pertenece a una etapa más madura de su obra. Al pintor de Polifemo se le ha sido reconocido también en un soporte fragmentario (Antikensammlung Berlin A 42) precedentemente atribuido al Pintor de la jarra de los carneros.

### El Ánfora de Eleusis

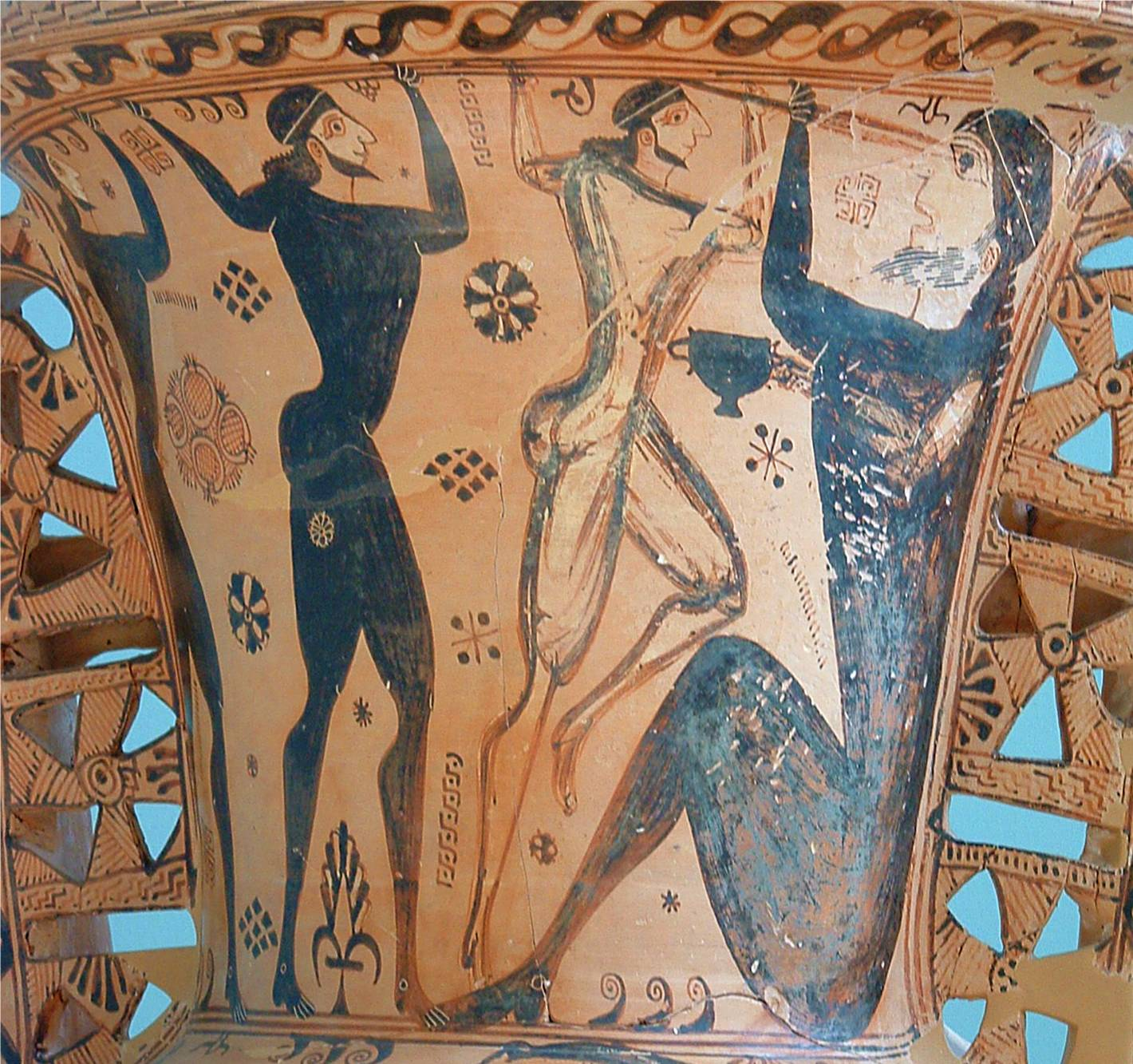
Ánfora de Eleusis (part.), Eleusis, Museo arqueológico 2630.

El Ánfora de Eleusis, datada en el 660 a. C., es un ánfora monumental con función funeraria, es una obra experimental desde del punto de vista técnico en lo que concierne a la representación y la narración. Sobre el cuerpo del vaso, el Pintor de Polifemo ha representado el mito de Perseo, donde su atención se concentra en la iconografía y sobre la rendición formal de la Gorgona. La iconografía es todavía libremente interpretada, no subsistiendo de esta época ninguna representación convencional de estos personajes míticos; pero la parte más interesante de estas figuras es la subordinación pictórica a la volumetría de los cuerpos, con un claroscuro obtenido con veloces trazos oscuros y el resalte de los blancos añadidos. Al igual que otras experimentaciones del periodo también esta del Pintor de Polifemo no tuvo continuación y fue retomada después de cerca de un siglo y medio, en la crátera con la lucha entre Heracles y Anteo pintada por Eufronio (Louvre G 103). El cuello del ánfora contiene la escena del cegamiento de Polifemo. La experimentación pictórica es retomada solo en el cuerpo de Odiseo para subrayar la importancia del personaje, pero también la conciencia de parte del autor respecto el uso de instrumentos propios. Para las otras figuras el ceramógrafo emplea la silueta, el contorno y algún detalle inciso. El marco de la representación viene englobada en la representación misma, los compañeros de Odiseo se agarran a un asta imaginaria formada por tres líneas que hacen de marco de la escena. El movimiento está dado por el empujón hacia adelante de Odiseo que apunta la propia rodilla sobre Polifemo; el ojo y la boca abierta del cíclope parecen una de las poquísimas representaciones del dolor en época arcaica. La libertad en la confrontación de la narración poética es mostrada en el número de personajes y en la iconografía de la escena que privilegia los aspectos estilísticos y compositivos, pero sobre todo es interesante la elaboración de los aspectos narrativos con el intento, uno de los primeros en el arte griego que sepamos, de superar, en modo todavía rudimentario, la desventaja en el desenvolvimiento temporal de la narración, representando a la vez momentos sucesivos de una acción (Polifemo tiene en la mano izquierda la copa de vino aunque pertenezca a un momento diferente del relato), violando la unidad de tiempo.